# Milan Navrátil
Milan Navrátil (11. srpna 1938 – 11. května 2025) byl slovenský fotbalista, útočník.

## Fotbalová kariéra
V československé lize hrál za Slovan Nitra a Jednotu Trenčín. Nastoupil ve 266 utkáních a dal 53 gólů.

## Ligová bilance
| Ročník                                     | Zápasy | Góly | Klub            |
| ------------------------------------------ | ------ | ---- | --------------- |
| 1. československá fotbalová liga 1959/1960 | 20     | 4    | Slovan Nitra    |
| 1. československá fotbalová liga 1960/1961 | 25     | 5    | Slovan Nitra    |
| 1. československá fotbalová liga 1961/1962 | 24     | 7    | Slovan Nitra    |
| 1. československá fotbalová liga 1962/1963 | 26     | 9    | Slovan Nitra    |
| 1. československá fotbalová liga 1964/1965 | 21     | 4    | Jednota Trenčín |
| 1. československá fotbalová liga 1965/1966 | 25     | 6    | Jednota Trenčín |
| 1. československá fotbalová liga 1966/1967 | 25     | 6    | Jednota Trenčín |
| 1. československá fotbalová liga 1967/1968 | 22     | 1    | Jednota Trenčín |
| 1. československá fotbalová liga 1968/1969 | 20     | 3    | Jednota Trenčín |
| 1. československá fotbalová liga 1969/1970 | 11     | 2    | Jednota Trenčín |
| 1. československá fotbalová liga 1970/1971 | 19     | 1    | Jednota Trenčín |
| 1. československá fotbalová liga 1971/1972 | 27     | 6    | Jednota Trenčín |
| CELKEM 1. liga                             | 266    | 53   |                 |